# Alanäs landskommun
Alanäs landskommun var en tidigare kommun i Jämtlands län.

## Administrativ historik
Alanäs landskommun inrättades i Alanäs socken när 1862 års kommunalförordningar trädde i kraft 1863. Den upphörde vid kommunreformen 1952, då den gick upp i Ströms landskommun. Sedan 1974 tillhör området Strömsunds kommun.

## Kommunvapen
Alanäs landskommun förde inte något vapen.

## Politik

### Mandatfördelning i valen 1938-1946
| 8 | 3 | 4 | 3 | 2 |

| 19 |

| 1 | 9 | 10 |

| 20 |

| 2 | 9 | 9 |

| 20 |